# 兴义拟溪蟹
兴义拟溪蟹（学名：Parapotamon hsingyiense）为溪蟹科拟溪蟹属的动物。在中国大陆，分布于贵州等地，一般生活于海拔1000米的淡水河流中。